# U Camelopardalis
U Camelopardalis (U Cam) ist ein halbregelmäßig veränderlicher Kohlenstoffstern im Sternbild Camelopardalis (Giraffe).
Der Stern ist von einer Gashülle mit einer Expansionsgeschwindigkeit von 23 km/s umgeben. Sie weist ein dynamisches Alter von rund 700 Jahren auf und entstand vermutlich innerhalb weniger Jahrzehnte durch die Modulation der Massen-Verlustrate durch einen Helium-Shell-Flash ("thermischen Puls").
Die Entfernung von U Cam wurde mittels der Periode-Leuchtkraft-Relation auf rund 400 Parsec geschätzt. Messungen der Gaia-Mission ergeben per Parallaxenmethode eine Distanz von etwa 600 Parsec, was 2000 Lichtjahren entspricht (Gaia EDR3). Schätzungen der Effektivtemperatur liegen zwischen etwa 2500 und 3000 Kelvin.
Nördlich von U Cam, in einer Entfernung von gut 200 Bogensekunden, befindet sich der Stern BD +62° 594. Messungen der Winkelentfernung und des Positionswinkels wurden bereits 1884 von Robert S. Ball publiziert. Aufgrund des Unterschieds der Radialgeschwindigkeiten kann heute ausgeschlossen werden, dass die beiden Sterne ein gebundenes System bilden. Der vermeintliche Begleiter weist eine scheinbare visuelle Helligkeit von 9,6 mag auf und gehört der Spektralklasse B8 V an.